# Takydromus wolteri
Takydromus wolteri là một loài thằn lằn trong họ Lacertidae. Loài này được Fischer mô tả khoa học đầu tiên năm 1885.